# Itapuranga
Itapuranga é um município brasileiro do interior do estado de Goiás, Região Centro-Oeste do país. Situa-se na Mesorregião do Centro Goiano e na Microrregião de Ceres, estando também situada na região do Vale do São Patrício. Sua população, segundo estimativas do Instituto Brasileiro de Geografia e Estatística (IBGE), era de 26 635 habitantes em 2015, sendo o 41º município mais populoso de seu estado. Possui uma área territorial de 1.277,160 km².
Itapuranga tem suas origens voltadas ao início da década de 1930, especificamente em 1933, quando os frades dominicanos, residentes no município de Goiás, requereram do Estado um título de posse de um lote de terras devolutas, situadas à margem esquerda do Ribeirão Canastra. Os frades objetivavam a formação de um patrimônio, sob a invocação de São Sebastião. Itapuranga, no futebol, se destaca muito pelo time do Betelinos Atlética Clube, que tem como principais jogadores: Kayke, Thalles, Paulo Sérgio e Josimar.
A primeira missa foi rezada embaixo de uma árvore chamada xixá, que ainda existe e fica no alto de uma colina. Em frente a está árvore foi construída a primeira igreja católica da cidade que nos primeiros anos ficou conhecida como Xixazão. Após processos de expansão a cidade ganhou novos bairros e a parte baixa recebeu o apelido de Xixazinho. A principal divisão territorial entre as duas divisões da cidade, é uma "ladeira". 
Os primeiros habitantes da cidade que até então chamava-se Xixá, foram João Ferreira Simões e sua esposa, Maria Lacerda Simões.  Casal que criou seus 5 filhos através de lucros de um dos primeiros comércios cujo nome era Lojas Simões. A loja foi estabelecida na avenida 45, que até os dias atuais é uma das principais avenidas da cidade de Itapuranga, polo empresarial e comercial. 
João Ferreira Simões era diácono da Igreja Presbiteriana, onde serviu por muitos anos. Após sua morte na década de 80, a igreja adotou seu nome, passando a chamar Igreja Presbiteriana Diácono João Ferreira Simões. Algum tempo depois, foi construída uma escola, que levava o mesmo nome. Homenageando um dos patriarcas da cidade. 
Sua esposa Maria Lacerda Simões, viveu por muitas décadas em uma casa situada na rua 52, setor Central, próximo a igreja e escola que levavam o nome de seu falecido marido. Maria faleceu dia 11 de abril de 2022, após um infarto. Ela foi uma das últimas matriarcas fundadoras da cidade a falecerem, encerrando assim um ciclo na cidade. 
Atualmente Itapuranga destaca-se no cenário estadual como a capital do Vale São Patrício. Onde emprega quase 2.000 pessoas em uma usina de álcool e aproximadamente 500 pessoas em uma cerâmica, que fábrica telhas e tijolos de barro.

## Religião

#### Censo de 2010
Religiões em Itapuranga (2010)
Segundo o Censo do Instituto Brasileiro de Geografia e Estatística (IBGE), em 2010 48,14% da população do município era católica romana, 40,97% eram evangélicos, 9,2% não tinha religião e 1,69% de outras religiões.
Dentre as denominações protestantes em Itapuranga, em 2010, a maioria da população era pentecostal, cerca de 34,77%, sendo as Assembleias de Deus o maior grupo com 16,75% da população do município.
Do restante, 1,85% é composto de presbiterianos, 1,43% batistas e 2,91% não possuem denominação.

#### Censo de 2022
Religiões em Itapuranga (2022)
Na divulgação dos resultados preliminares, do Censo de 2022, o IBGE informou que a população itapuranguense era composta, no ano da realização do Censo, por: 46,4% protestantes, 43,66% de católicos romanos, 7,14% sem religião, 0,28% espírita, 0,05% religiões afro-brasileiras, 2,33% de outras religiões e 0,13% não sabia ou não respondeu ao questionário.
Desde então, o Protestantismo é a maior religião no município.

## Itapuranguense ilustres
- Matheus & Kauan - Dupla sertaneja.